# Roberto Sacasa
Roberto Sacasa Sarria (né le 27 février 1840 et mort le 2 juillet 1896) est un homme politique nicaraguayen. Il est président du Nicaragua du 5 août 1889 au 1er janvier 1891 et à nouveau entre le 1er mars 1891 et le 11 juillet 1893.
En 1889, il est désigné par le Congrès pour terminer le mandat d'Evaristo Carazo mort en fonction.
La Constitution interdit au président sortant de se représenter. Deux mois avant la fin de la période, il transmet le pouvoir présidentiel à l'obscur Ignacio Chávez, permettant, par une interprétation contestable, sa réélection pour la période 1891-1895. Ce coup de force indispose le Parti libéral, mais aussi des membres de son propre parti.
Le 28 avril 1893, une insurrection éclate à Granada et Sacasa doit démissionner le 1er juin. Il remet le pouvoir à une junte présidée par le sénateur Salvador Machado, conformément au pacte de Sabana Grande.
Quelques mois plus tard, se termine la période historique connue sous le nom de Trente Ans de gouvernements conservateurs, période au cours de laquelle le pays jouissait d'une grande stabilité politique et d'un réel développement économique.

## Famille de la politique nicaraguayenne
Marié à sa cousine Ángela Sacasa Cuadra, il a trois enfants : 
- Juan Bautista Sacasa, 63e Président du Nicaragua,
- Dolores Sacasa, mère de Guillermo Sevilla Sacasa,
- Casimira Sacasa, mariée au docteur d'ascendance française Luis Henri Debayle Pallais et lié à la famille Somoza.